# Montañas Naukluft

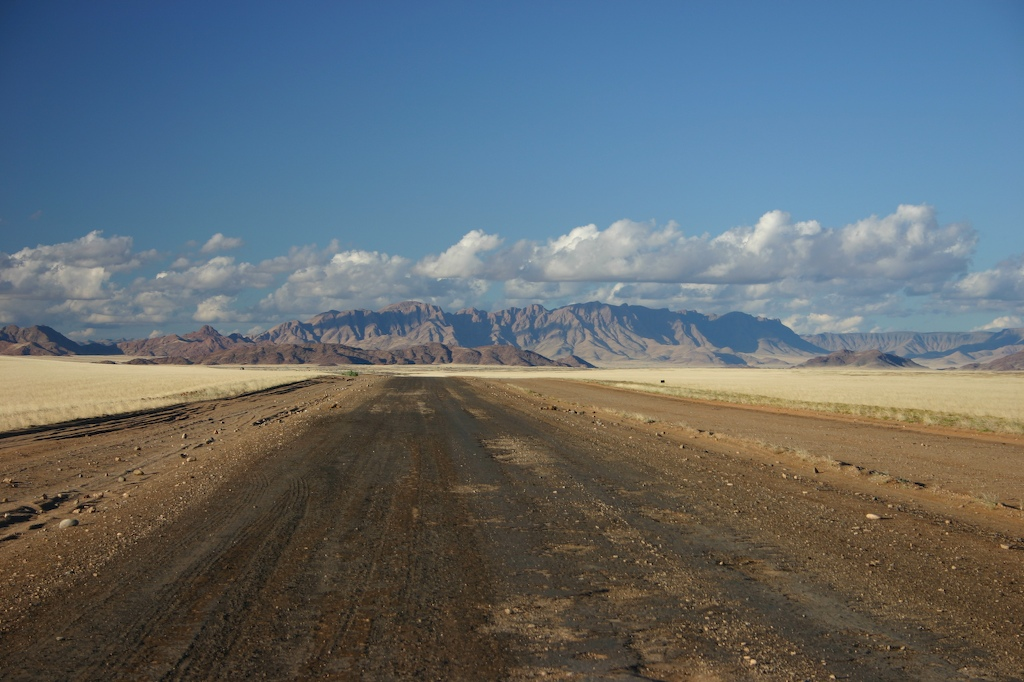
Montañas Naukluft vistas desde Sesriem

Las montañas Naukluft (en afrikáans y  alemán: Naukluftberge) son una cadena montañosa en el centro de Namibia. La parte sur de la cadena montañosa forma la parte más oriental del parque nacional de Namib-Naukluft. Las montañas del norte están ocupadas por granjas privadas. Son conocidas por su vida silvestre, incluyendo  cebras de montaña y leopardos. Las montañas tienen pequeños arroyos y cascadas.

## Geología

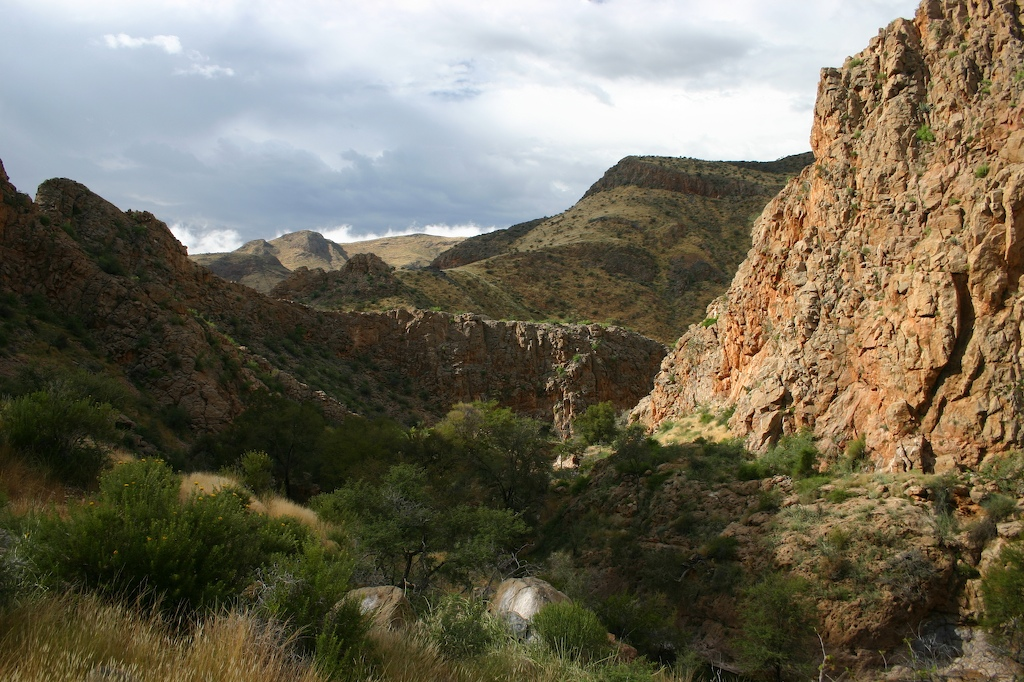
Garganta en las montañas Naukluft

Las montañas de Naukluft son un complejo de «napa»: una pila de unidades de roca que han sido transportadas hacia el sureste en una falla de empuje basal. Los primeros mapas geológicos y secciones transversales de la cordillera fueron hechos en los años 1930 por Henno Martin y Hermann Korn. Las rocas son sedimentos intercalados, dominados por dolomitas, cuarcitas y esquistos, depositados en un ambiente marino poco profundo en el interior de la Orogenia de Damara entre 700 y 500 millones de años atrás. Los sedimentos son equivalentes en edad a los sedimentos de las «Montañas de Otavi», donde la evidencia de los climas terrestres de bola de nieve fue descrita por Paul F. Hoffman. Las mismas litologías están presentes en las Montañas Naukluft, pero los sedimentos están doblados y fallados por lo que la estratigrafía original está deformada e invertida.
La cadena montañosa ha sido el sitio de numerosos estudios que tratan de explicar la paradoja mecánica de los empujes: cómo grandes unidades delgadas de roca pueden ser empujadas a grandes distancias sobre fallas de empuje de suave sumersión. La principal falla de empuje basal bajo la isla tectónica que forma la cordillera contiene una inusual roca polimineral granular que ha sido descrita por algunos autores como un evaporito inyectado, y por otros como una roca de falla formada por la alteración durante el deslizamiento del terremoto. La mayoría de los trabajos están de acuerdo en que el efecto lubricante de esta capa granular ayudó a que la falla de empuje se deslizara cuando la falla estaba activa.